# 礐石堂
礐石堂，全称汕头市基督教会礐石堂，又名岭东浸会七十周年纪念堂，位于中国广东省汕头市濠江区礐石街道礐石风景区的小礐石西33号。为中国大陆罕见之中西合璧建筑风格的大型教堂。

## 历史
美北浸礼会传教士耶士摩（Rev.William Ashmore DD）于同治二年（1863年）创建，规模较小。在民国19年（1930年）进行过大规模的重新扩建。文革期间改为他用，1980年复用，并进行重修，且扩建其周围广场。2008年1月初至5月进行维修。

## 规模
现教堂的占地面积约有4000平方米。结构上中西合璧，其主座及门廊的建筑风格为西洋的多立克柱式，正门是由6根花岗石支撑而成，四面墙体由花岗岩石构筑而成。屋面则采用中国传统的重檐歇山顶，顶上铺设绿色琉璃瓦。

## 外部連結
- Queshi Church